# Slemme Drenge
Slemme Drenge er en dansk stum komediefilm fra 1909 produceret af Nordisk Films Kompagni og instrueret af Viggo Larsen. 

## Handling
De to små drenge Billy og Tob finder en maske i en legetøjsbutik, der minder om deres onkel John. De prøver maskens lighed af på Peter Sømand, der finder ligheden "slående". Det ender med "når enden er god, er alting godt", men de to drenges opfattelse af ordsproget ikke er helt det samme som Onkel Johns og Peter Sømands ... 